# لودویگ ویدر
لودویگ ویدر (انگلیسی: Ludwig Wieder; ۲۲ مارس ۱۹۰۰ – ۲ دسامبر ۱۹۷۷) بازیکن فوتبال اهل آلمان بود.
از باشگاه‌هایی که در آن بازی کرده‌است می‌توان به باشگاه فوتبال نورنبرگ اشاره کرد.
وی همچنین در تیم ملی فوتبال آلمان بازی کرده‌است.